# Murat Kaya (Comicautor)
Murat Kaya (* 15. Februar 1971 in Hamburg) ist ein deutscher Comicautor.

## Werk
Bisher erschienen neben Einzelbeiträgen in Zeitschriften – z. B. seine Zebruin-Geschichten in den Wieselflink-Heften – zwei eigenständige Comicbuchveröffentlichungen von ihm.
Kaya, der auch für die deutsche MAD-Ausgabe getextet und gezeichnet hat, nahm 2005 am Workshop „Die Kunst des SPIEGEL“ der Wochenschrift Der Spiegel teil und erhielt für seine Illustration des Themas Der Markenwahn: Deutschlands teure Kinder den 4. Preis.

## Buchveröffentlichungen
- Überleben mit Heuschnupfen (2001, ISBN 3-89719-196-2)
- Liebesgrüße von der Ex (2003, ISBN 3-89982-200-5)